# 西尾仁見
西尾 仁見（にしお よしちか、1950年10月1日-  ）は、日本の経営者。日本コークス工業社長を務めた。香川県出身。

## 来歴・人物
1974年に東京大学経済学部を卒業し、同年に新日本製鐵に入社した。2005年に取締役に就任し、2011年6月には日本コークス工業社長に就任。2016年6月に相談役に就任。